# Biblioteca Strahov
La biblioteca di Strahov è una biblioteca monastica del monastero di Strahov. Si trova nel cortile dello stesso monastero situato a Praga 1 - Hradčany.
La parte storica della biblioteca conserva oltre 200.000 volumi, di cui oltre 3.000 manoscritti e 1.500 incunaboli, conservati in uno speciale deposito.

## Storia della biblioteca
La biblioteca è presente nel monastero fin dalla sua fondazione, avvenuta nel 1143. Tuttavia, non si può dire che la biblioteca si sia sviluppata in modo lineare, a causa di numerose vicissitudini storiche, che non hanno risparmiato nemmeno i libri. Il testo più antico lì conservato è l'evangeliario di Strahov, realizzato a Tours intorno all'860 (e del quale è stato prodotto un facsimile nel 2011-2012).
Al tempo dell'abate Jan Lohel, per la biblioteca venne edificato un locale separato; esso corrisponde, attualmente, al refettorio e alla cucina del monastero. Sotto l'abate Jeroným Hirnheim, negli anni 1670-1674, furono invece costruiti i nuovi locali della biblioteca (l'odierna Sala Teologica). Successivamente l'aula teologica venne ampliata e decorata con gli affreschi del premostratense Siard Nosecký, di Strahov. Negli anni 1783–1785, su iniziativa dell'abate Mayer, fu costruita l'Aula filosofica, arredata con i mobili della biblioteca del soppresso monastero premonstratense a Louka, vicino a Znojmo.
Dopo il 1950 la biblioteca fu incorporata al Memoriale della letteratura nazionale. Dopo il 1989 la biblioteca, e con essa il monastero, tornò nelle mani dei premostratensi. Oggi la biblioteca dispone anche di una sala di lettura con nuova letteratura teologica ed enciclopedica; la collezione è ancora in fase di ampliamento (ad es. tramite lasciti). La biblioteca pubblica anche varie pubblicazioni. Alcuni membri della comunità premonstratense di Strahov sono direttamente coinvolti nel funzionamento della biblioteca.

## Descrizione
La biblioteca è composta da due ambienti, la sala Teologica e la più ampia sala Filosofica, collegate da un corridoio.

### Sala Teologica

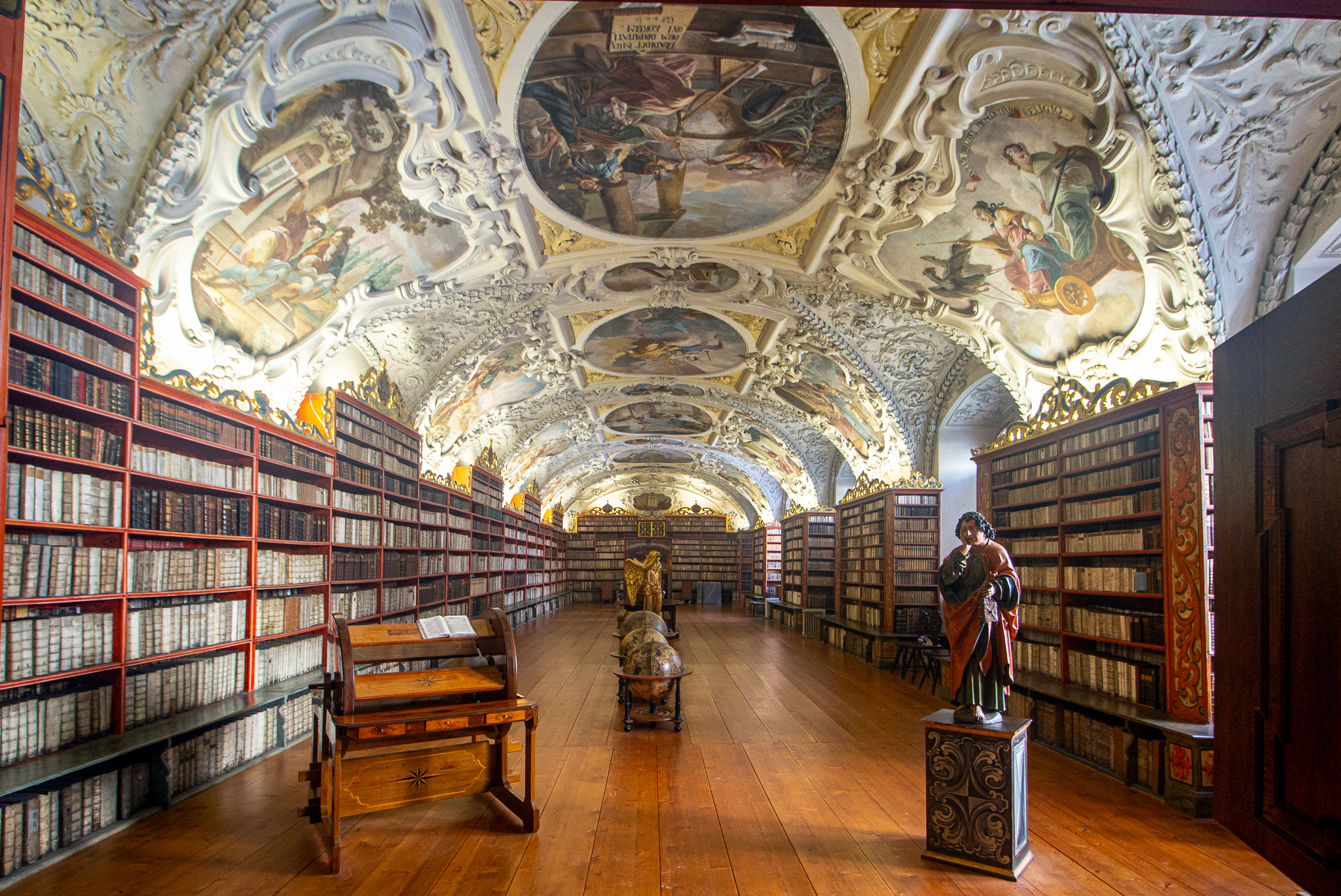
Sala Teologica

La parte più antica dell'odierna biblioteca, la cosiddetta Sala Teologica, fu realizzata nel 1671–1674 su progetto e sotto la direzione di Giovanni Domenico Orsi. Gli affreschi sul soffitto sono opera del monaco di Strahov Siard Nosecký e furono realizzati negli anni 1721–1727. La sala conserva principalmente letteratura teologica; gran parte della parete settentrionale ospita numerose edizioni dell Bibbia.

### Gabinetto delle curiosità e corridoio di collegamento
I due corridoi di collegamento fungono al tempo stesso da biblioteche e all'estremità occidentale del corridoio di collegamento settentrionale si trova il cosiddetto "gabinetto delle curiosità", precursore dei successivi musei. Le vetrine contengono oggetti naturali notevoli (conchiglie, animali imbalsamati, ecc.).

### Sala filosofica
La sala a volta, la principale della biblioteca storica, è chiamata Sala Filosofica e misura circa 10x32 m. Si estende su due piani dell'edificio, con una galleria a circa metà altezza. Fu creata adattando il granaio originale nel 1783-1785 con una nuova facciata di Ignáce Jana Palliardiho e sculture di Ignáce Františka Platzera. Nel 1792 fu modificato per ospitare la biblioteca del soppresso monastero di Louka u Znojmo, inaugurata nel 1778. L'affresco sul soffitto, che raffigura lo sviluppo spirituale dell'umanità, fu realizzato nel 1794 da František Antonín Maulbertsch e dal suo allievo Martin Michl. Maulbertsch dipinse un affresco molto simile nella Biblioteca Louka. L'arredamento originale della biblioteca Louka fu realizzato da Jan Lahofer, falegname di Tasovice, che smontò anche gli armadi e li riassemblò nella sala Strahov di nuova costruzione.